# Palæarktiske, tempererede græsområder, savanner og buskområder
De palæarktiske, tempererede græsområder, savanner og buskområder er en biom på landjorden i Palæarktis, hvor den dominerende vegetation består af græsser, buske og kombinationer af disse. Klimaet er tempereret og varieret fra halvtørre til halvfugtige klimatyper.
- Temperaturen: varm til meget varm sommer (ofte med en kølig til iskold vinter)
- Jordbunden: frugtbar med et højt indhold af mineralske næringsstoffer
- Planter: græsser; træer og buske i skovsteppe, savanne og kratområder
- Dyr: store, græsædende pattedyr; fugle; krybdyr

Stepper er de græsområder med lavt græs, som findes under halvtørre klimatyper. Med stigende nedbørsmængder bliver vegetationen højere. Heder og græsningsområder (overdrev og enge med kratvækst og græs findes på steder, hvor det er menneskelig aktivitet, men ikke klimaet, der er bestemmende.
Savanner er områder med både græs og træer, men hvor træerne ikke danner et sluttet kronetag, sådan som det sker i en skov.

## Oversigt over steppe-, skovsteppe- og savanneområder i det palæarktiske område
| Palæarktiske, tempererede græsområder, savanner og buskområder | Palæarktiske, tempererede græsområder, savanner og buskområder |
| -------------------------------------------------------------- | -------------------------------------------------------------- |
| PA0801 Alai-Vestlige Tian Shan steppe                          | Kasakhstan, Tadsjikistan, Usbekistan                           |
| PA0802 Altai steppe og halvørken                               | Kasakhstan                                                     |
| PA0803 Centrale, anatolske steppe                              | Tyrkiet                                                        |
| PA0804 Dauriske skovsteppe                                     | Kina, Mongoliet, Rusland                                       |
| PA0805 Østlige, anatolske bjergsteppe                          | Armenien, Iran, Tyrkiet                                        |
| PA0806 Emindalens steppe                                       | Kina, Kasakhstan                                               |
| PA0807 Færøske nordlige græsområder                            | Færøerne, Danmark                                              |
| PA0808 Gissarisk-alaiske åbne skovområder                      | Kirgisistan, Tadsjikistan, Usbekistan                          |
| PA0809 Kasakhiske skovsteppe                                   | Kasakhstan, Rusland                                            |
| PA0810 Kasakhiske steppe                                       | Kasakhstan, Rusland                                            |
| PA0811 Kasakhiske højland                                      | Kasakhstan                                                     |
| PA0812 Mellemøstlige steppe                                    | Iraq, Syrien                                                   |
| PA0813 Mongolsk-manchuriske græsområde                         | Kina, Mongoliet, Rusland                                       |
| A0814 Pontisk-kaspiske slette                                  | Kasakhstan, Moldavien, Rumænien, Rusland, Ukraine              |
| PA0815 Sayanske intermontane steppe                            | Rusland                                                        |
| PA0816Selengisk-orkhonske skovsteppe                           | Mongoliet, Rusland                                             |
| PA0817 Sydsibiriske skovsteppe                                 | Rusland                                                        |
| PA0818 Tør steppe i Tian Shans forbjerge                       | Kina, Kasakhstan, Kirgisistan                                  |